# پیاتسولو
پیاتسولو (به ایتالیایی: Piazzolo) یک منطقهٔ مسکونی در ایتالیا است که در استان برگامو واقع شده‌است.

## خصوصیات
پیاتسولو ۴٫۲ کیلومترمربع مساحت و ۹۲ نفر جمعیت دارد و ۷۰۲ متر بالاتر از سطح دریا واقع شده‌است.